# 廢電子電機設備指令

廢電子電機設備指令徽標。

廢棄電子電機設備指令（Waste Electrical and Electronic Equipment Directive 2002/96/EC，縮寫：WEEE Directive）是歐洲聯盟在2003年2月所通過的一項環保指令，制訂所有廢棄電子電機設備收集、回收、再生的目標。

## 規範對象
WEEE的規範對象為工作電壓小於1000V AC或1500V DC的設備，分別為：
- 大型家用電器
- 小型家用電器
- 資訊技術及電信通訊設備
- 消費性耐久設備
- 照明設備
- 电气和电子工具（大型静态工业工具除外）
- 玩具、休闲和运动设备
- 医用设备（所有被植入和被感染产品除外）
- 監視、控制設備
- 自动售货机

WEEE指令要求所有在歐盟販賣上述物品的製造商必須考慮到產品廢棄時所造成的環境污染問題，採用易於回收且環保的設計，並負起回收的責任和費用。

## 參看
- 危害性物質限制指令（RoHS）
- 能源使用產品生態化設計指令（EuP）
- 綠色化學

## 外部連結
- European Commission WEEE page （页面存档备份，存于）
  - RoHS directive （页面存档备份，存于） (PDF)
  - WEEE directive （页面存档备份，存于） (PDF)
  - WEEE directive报废电子电气设备指令 （页面存档备份，存于） (in Simplified Chinese简体中文)
- Guidance on WEEE registration in every EEA (EU+EFTA) member state （页面存档备份，存于）
- RoHS resource for lead-free test
- EIATRACK - Electronic Industries Alliance Regulatory Tracking Tool
- WEEE Man （页面存档备份，存于）
- The Royal Society of Arts （页面存档备份，存于）
- Technosteria- an informative page on WEEE and RoHS （页面存档备份，存于）
- WEEE Recycling Directory
- WEEE and RoHS Legislation in Europe
- Product Development for RoHS and WEEE Compliance （页面存档备份，存于）
- RoHS, WEEE, and ELV Environmental Compliance
- WEEE Recycling Directory for the UK
- Basic summary of the WEEE Directive